# Graveland

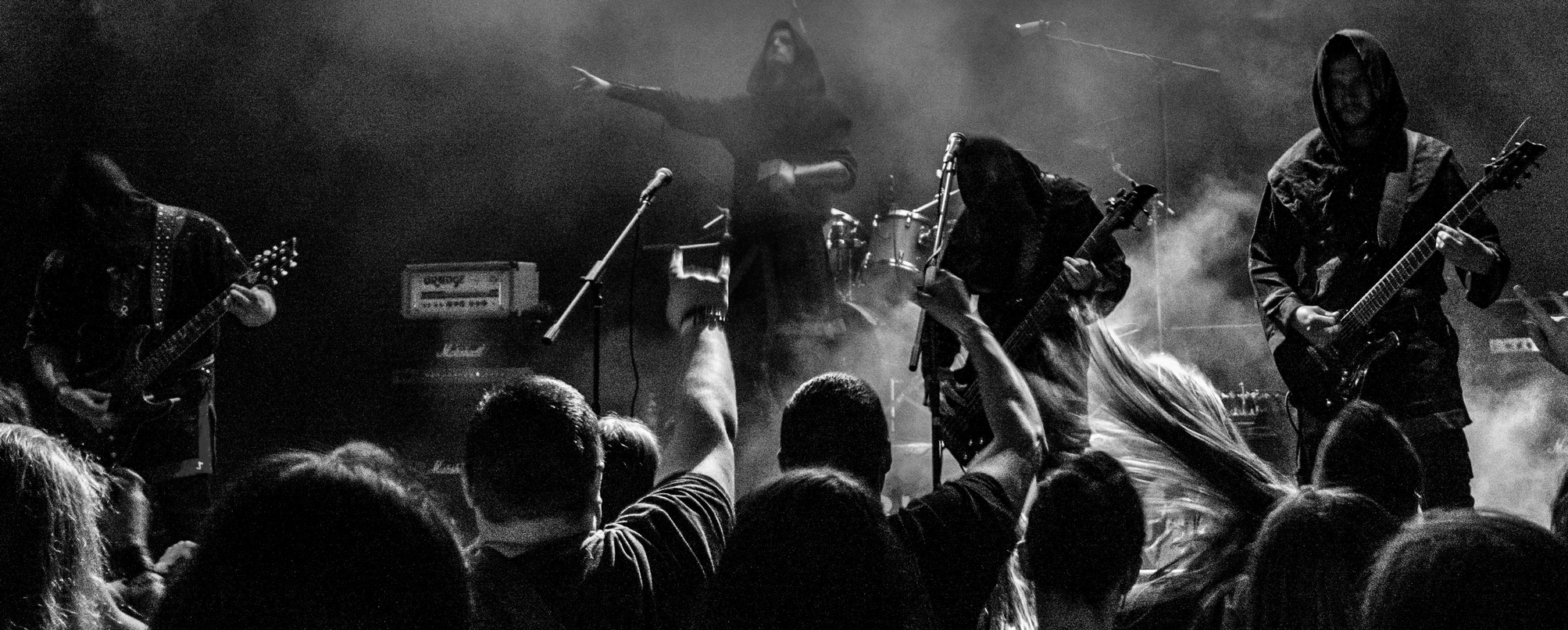
Formația Graveland la Kolorovot fest 2017

Graveland este o formație de origine poloneză de pagan metal întemeiată în anul 1992 de către Robert Feudali cunoscut sub pseudonimul Rob Darken. Formația a interpretat la început în stilul black metal până la adoptarea unui stil viking metal și pagan. Versurile și magistica Graveland sunt puternic influențate de mitologia europeană, natură, iarnă și război. Primele albume aveau ca tematică mitologia slavă și celtică în timp ce materialele mai recente se concentrează pe mitologia nordică și wotanism.

## Istoria
Darken - care a întemeiat Graveland ca proiect solo în 1992 – a fost influențat de formații precum Bathory și Emperor. „Când am decis să formez Graveland eram puternic influențat de black și doom metal. Voiam să interpretez o muzică ușoară și întunecată” declara acesta. A înregistrat primele demouri intitulate Necromanteion și Drunemeton de unul singur. În 1993, toboșarul Maciej „Capricornus” Dabrowski s-a alăturat formației exact înaintea înregistrării materialului In the Glare of Burning Churches. În anul 1994 celor doi li s-au alăturat Grzegorz „Karcharoth” Jurgielewicz, fost membru al formației Infernum, și au început înregistrarea extended play-ului The Celtic Winter care urma să fie lansat de către casa de discuri Melissa Productions în format casetă și de către No Colours Records pe cd. Darken menționa într-un interviu cu Dayal Patterson că toate aceste materiale au fost realizate în perioada comunistă, fiind înregistrate în subsolul casei într-o perioadă caracterizată de sărăcie și totală opoziție din partea membrilor familiei.
Câteva luni mai târziu, primul album al formației – Carpathian Wolves, înregistrat la Radio PRO-FM Studio în Opole în perioada 26 aprilie-2 mai 1994 – a fost lansat de Eternal Devils Records. Noul material a atras atenția unui număr mare de case de discuri, aceștia semnând un contract cu Austrian Lethal Records sub egida căreia vor lansa cel de-al doilea album intitulat Thousand Swords. Acest album a fost înregistrat în decembrie 1994 la Tuba Studio, Varșovia. Materialul lansat de Lethal Records denota progresul formației Graveland de la un sunet de tipul raw black metal la un black metal cu influențe folk și viking metal. Albumul este considerat de către mulți fani ca fiind cel mai bun al grupului și un clasic în scena black metal. Casa de discuri Lethal le va dizolva contractul din cauza unor afirmații rasiste. În consecință, solistul Darken își va deschide propria casă de discuri, Isengard – denumită la început Eastclan -, unde va relansa o extensiune a albumului Thousand Swords pe casetă. Broșura albumul conține afirmații la adresa Lethal Records și a altor două mari case de discuri, Osmose și Nuclear Blast. În 1993, albumul a fost relansat din nou de către No Colours sub o nouă copertă. 
Cel de-al treilea album de studio al formației, Following the Voice of Blood, a fost înregistrat în perioada 25 septembrie 1996 – 18 decembrie 1996 și a fost lansat în 1997 prin intermediul No Colours. Odată cu albumul Immortal Pride lansat în 1998 și puternic influențat de coloana sonoră a filmului Conan Barbarul, Graveland a adoptat un stil folk și au implementat numeroase elemente de viking metal. Sunetul a devenit mai epic, simfonic, și au încorporat puternic corale și sintetizatoare. De asemenea, melodiile și-au mărit durata. În anul 2000, Raiders of Revenge (un split lansat alături de formația Honor) și Creed of Iron/Prawo Stali au fost lansate. Începând cu albumul Creed, Capricornus a părăsit funcția de toboșar. În 2015 s-a confirmat că Rob Darken a format un line-up pentru concerte live, iar Graveland vor începe să susțină spectacole începând cu aprilie 2016.

## Controverse
Graveland este asociată cu scena black metalului național socialist și considerată în general drept o formație neonazistă. Darken a respins etichat, deși le-a menționat celor de la revista Decibel că „nu cred că Graveland este o formație de nsbm. Graveland este caracterizată astfel din cauza credințelor mele politice pe care majoritatea oameni le-ar numi de extremă-dreapta”. În lucrarea Black Metal: Evolution of the Cult, acesta va declara că „NSBM n-a fost niciodată o descriere corectă a activității și muzicii Graveland[...] Atitudinile determinate și intransigente ale membrilor Capricornus și Karcharoth care susțineau black metalul național socialist în Thor's hammer și Infernum au fost responsabili pentru asocierea formației Graveland cu nsbm-ul. Am avut propria mea perspectivă asupra interpretării black metalului și am oprit unele ideiaduse de Capricornus și Karcharoth. Probabil a cauzat radicalizarea acestora în cadrul propriilor proiecte”.  În noiembrie 2016, antifasciștii au organizat un protest împotriva formației care trebuia să susțină un concert la festivalul Messe des Morts din Montreal. Trebuia să fie primul spectacol în America de Nord, însă din cauza conflictului dintre protestatari și poliție, festivalul a fost anulat din motive de securitate.
În capitolul „White Noise and Black Metal”, istoricul Nicholas Goodrick-Clarke redactează o descriere extrem de negativă a liderului Graveland: „Darken, liderul Graveland, îmbrăcat asemenea unui luptător medieval polonez, îl laudă pe Hitler și prevestește renașterea unui „Imperiu arian păgân”. Perspectivele sale sunt evident fasciste: spiritul păgân fundamentează toate reacțiile față de creștinism, democrație și civilizația tehnologică unde banii i-au locul zeilor. Holocaustul a reprezentat apogeul acestei reacții. Totuși, politicienii moderni - spune acesta - încearcă să priveze Europa de adevăratele sale tradiții și de identitatea sa. Graveland așteaptă renașterea arhetipurilor îngropate și a răzbunării îngrozitoare a acestora: „Spritul păgân odihnește în fiecare dintre noi, este foarte puternic, însă adormit. Odată deșteptat, îl va indigna și distruge pe cel care i-a negat dreptul la existență în toate aceste secole”.

## Membrii formației

### Membri actuali
- Robert "Rob Darken" Fudali - voce, chitară ritmică, chitară bas, chitară principală, tobe, sintetizatoare (1992 - prezent)

### Membri actuali (concerte live)
- Piotr "Mścisław" Bajus – chitară bas (2015 - prezent)

- Bartosz "Bor" Boruszewski – guitar (2015 - prezent)
- Krzysztof "Wizun" Saran – drums (2016 - prezent)

### Foști membri
- Maciej "Capricornus" Dąbrowski – tobe (1992 - 1999)
- Grzegorz "Karcharoth" Jurgielewicz – chitară bas (1992 - 1995)
- Zbigniew "Zbych" Ropicki – chitară (2015 - 2016)
- Mirosław "Miro" Rosiński – tobe (2015 - 2016)

## Discografie

### Albume de studio
- Carpathian Wolves (1994) - CD, MC
- Thousand Swords (1995) - CD
- Following the Voice of Blood (1997) - CD
- Immortal Pride (1998) - CD
- Creed of Iron / Prawo Stali (2000, lansat în versiune engleză și poloneză)
- Memory and Destiny (2002) - A5 digipak CD, CD, LP
- The Fire of Awakening (2003) - A5 digipak CD, CD, LP
- Dawn of Iron Blades (2004) - A5 digipak CD, CD, LP
- Fire Chariot of Destruction (2005) - A5 digipak CD, CD, DLP
- Will Stronger Than Death (2007) - A5 digipak CD, CD, LP
- Spears of Heaven (2009) - A5 digipak CD, CD
- Thunderbolts of the Gods - (2013)
- Ogień przebudzenia - (2014)
- 1050 Years of Pagan Cult - (2016)

### Demouri și casete promo
- Necromanteion (1992)
- Promo June '92 (1992)
- Drunemeton (1992)
- Epilogue (1993)
- In the Glare of Burning Churches (1993)
- The Celtic Winter (1993)
- Following the Voice of Blood (1997, conține două melodii, una reprezintă un mix resping, iar cealaltă un mix admis)
- Resharpening Thousand Swords (2014)
- Carpathian Wolves - Rehearsal 1993 (2016)

### Extended play-uri și split-uri
- The Celtic Winter (1994) - CD
- Impaler's Wolves (1999) - CD
- Raiders of Revenge (2000, split EP cu Honor) - DIGI-PACK
- Raise Your Sword! (2001) - CD
- Blood of Heroes (2002) - EP
- Eastern Hammer (2007, split EP cu Nokturnal Mortum, North și Temnozor) - CD
- Wotan Mit Mir (2008) - EP, MLP
- Cold Winter Blades (2010) - Mini CD
- Tribute to the King of Aquilonia (2010) - EP 7"
- Ogień Wilczych Serc (Fire of Wolfish Hearts) - (2012, split EP cu Biały Viteź)
- The Spirit Never Dies - (2016, split cu Nokturnal Mortum)